# First Wave
First Wave es una serie de televisión dramática de ciencia ficción canadiense, filmada en Vancouver , que se emitió de 1998 a 2001 en Space Channel en Canadá. El espectáculo fue creado y escrito por Chris Brancato. Francis Ford Coppola fue productor ejecutivo del programa. En un movimiento inusual, Sci-Fi Channel, que recogió el programa a finales de 1998, luego amplió su colección de la serie a un pedido de 66 episodios. El programa se canceló posteriormente una vez que se completó el pedido de 66 episodios al final de la tercera temporada debido a las calificaciones muy bajas.

## Trama
La vida del exladrón convertido en especialista en seguridad Kincaid Lawrence "Cade" Foster fue idílica, con una hermosa esposa, un buen trabajo y una bonita casa. Sin que él lo sepa, una raza de extraterrestres llamada Gua lo ha identificado como el sujeto 117 en un experimento alienígena, AHX2323, para probar la voluntad humana. Como parte de este experimento, su vida se arruina sistemáticamente, incluido el asesinato de su esposa, por el cual es incriminado. Es el único de los 117 sujetos que resuelve los acertijos del experimento y escapa del arresto para vivir como un fugitivo. Los Gua se encuentran entre los humanos en forma de clones genéticos híbridos y planean esclavizar a la humanidad, la primera de las tres "olas" que intentan conquistar y finalmente destruir a la raza humana. Constantemente perseguido por la policía y una extraña agencia gubernamental llamada Illuminati,cuartetas de Nostradamus , que hablan de tres olas que destruirán el planeta a menos que el "hombre dos veces bendito" pueda detenerlas. Por esta razón, Foster investiga sucesos extraños que pueden tener vínculos con las cuartetas de Nostradamus, con la esperanza de encontrar lo que necesita para detener a Gua.
"Crazy" Eddie Nambulous es un pirata informático que ayuda a Cade Foster y trabaja en un tabloide web Paranoid Times . Utiliza el diario de Cade para decirle a la gente que "los extraterrestres están aquí, caminando entre nosotros, sentando las bases para una invasión inminente". Después de escanear las profecías de Nostradamus en su computadora, analiza y compara las cuartetas con extraños eventos actuales a los que pueden estar conectados. Foster y Eddie usan estas cuartetas para comprender la invasión de Gua y buscar todas las herramientas que puedan ayudarlos a detener la invasión en su Primera Ola.
Uno de los Gua, Joshua, no cree que la invasión de la Tierra sea necesaria. Aunque quiere lo mejor para su gente, ayuda a Cade y Eddie a evitar que su gente inicie la "Segunda Ola", la invasión en sí, en la que morirán 19 millones de personas.
Éramos como tú una vez. Hay un tiempo para la paz y el crecimiento interior, pero nos volvimos complacientes; y cuando aterrizó la fuerza de invasión, nos derribaron. Un rebelde nos llevó a la libertad. Fue entonces cuando tomamos el nombre de Gua; significa “poder para vencer”. A lo largo de los siglos, la ciencia y la industria lograron un enfoque perfecto. Creamos una maquinaria militar para garantizar nuestra libertad, de forma permanente... Estamos aquí porque nunca más seremos víctimas".

— Joshua Bridges, episodio 09 de la temporada 1, "Joshua"
Los Gua son una raza más antigua que la humanidad, provenientes de un sistema estelar mucho más antiguo. Como Joshua le dice a Cade, “Todo en mi planeta es rojo, el color de un sol cansado; el color de la muerte” lo que indica que su sistema de origen se encuentra en una etapa mucho más tardía que el nuestro, y que su sol está entrando en una fase tardía de su vida. Los Gua existieron originalmente en paz, explorando su interior hasta que fueron invadidos y esclavizados. Finalmente, se levantaron y derrocaron a sus opresores, tomando el nombre Gua de ese evento culminante y definitorio; Gua que significa “poder para vencer”.
Como consecuencia de esta invasión, los recién nombrados Gua decidieron que ya no podían permitirse el lujo de ser pasivos y pacíficos, y emprendieron un camino agresivo y expansionista. Conscientes de la vida útil limitada de su planeta de origen , comenzaron una campaña para expandirse a otros sistemas. Así se planeó su invasión de la Tierra .
Debido a la distancia entre la Tierra y su propio planeta, Gua ideó un método para enviar pequeños orbes metálicos que contenían sus conciencias a través de agujeros de gusano a la Tierra y transferirlos a cáscaras humanas especialmente diseñadas con bioingeniería . Como resultado de esto, se desconoce cómo se ven realmente los Gua.
Estas cáscaras contienen pequeñas cantidades de ADN Gua que proporcionan a los alienígenas una mayor tasa de curación, fuerza, velocidad e inteligencia. Las cáscaras se disuelven y desaparecen por completo cuando los alienígenas mueren. Los alienígenas en estas cáscaras tienen la tarea de preparar el planeta para la Segunda Ola. Mientras Cade lo retenía como rehén, Joshua notó que estaba en su "tercer cuerpo"; esto se elabora más cuando Joshua afirma que el promedio de vida de Gua es "igual a 1,000 años humanos".
En la tercera temporada, Joshua revela que al menos otra raza había sido conquistada y exterminada por los Gua siglos antes. Aparentemente, algunos miembros de esa raza tenían habilidades precognitivas ; se revela que el ser más tarde conocido como Nostradamus era miembro de esta raza. Viajó a la Tierra y usó sus habilidades precognitivas para dejar atrás las profecías que ayudarían a Cade a resistir a los Gua.
Se ha establecido que los Gua se comunican telepáticamente y tienen habilidades sensoriales mucho más avanzadas que las de un humano. Esto se debe en gran parte al hecho de que desde el nacimiento los Gua sufren una metamorfosis continua, lo que hace imposible la cuestión de identificar un individuo Gua de otro. Como resultado, han desarrollado una serie sofisticada de sentidos que pueden usarse para identificar legítimamente a otros Gua. También se ha establecido que un Gua puede al menos sentir la presencia de otro Gua desde la distancia sin hacer contacto.
Los Gua han demostrado en numerosas ocasiones una cultura y una naturaleza muy totalitarias que limitan sus capacidades empáticas. Su naturaleza sexual es aquella en la que las relaciones sexuales son muy dolorosas y las parejas se eligen por sus capacidades genéticas. Su cultura se basa en la unidad racial, donde la sociedad es superior y los individuos no tienen valor. Varios Gua han experimentado la culpa e incluso se han rebelado después de darse cuenta del horror que han cometido contra ellos mismos y contra otras razas. Como resultado, muchos de ellos han sido asesinados por ellos mismos como traidores.
A lo largo de toda la serie, la debilidad más importante de Gua ha sido su falta de voluntad, haciéndolos vulnerables cuando están acorralados o angustiados emocionalmente. También demostraron (en forma de huésped humano, al menos) tener una debilidad por la sal: les afecta como una droga, los vuelve 'dichosos' y puede conducir a la adicción.
En el episodio 41 (temporada 2, episodio 19), “El juicio de Joshua Bridges”, Joshua confirma su furia hacia la naturaleza totalitaria y despótica de los gua, acusando a sus líderes de reducir a los gua a “carniceros primitivos”.

## Reparto

### Personajes principales
- Sebastian Spence como Cade Foster
- Rob LaBelle como Larry Pisinski, también conocido como "Loco" Eddie Nambulous
- Roger Cross como Josué/Caín
- Traci Lords como Jordan Radcliffe (temporada tres)

### Personajes secundarios
- Mike Rohl
- Holly Dale  (6 episodios, 1999–2000)
- Brenton Spencer  (4 episodios, 1998)
- Ken Girotti   (4 episodios, 2000–2001)
- Shawn Levy   (2 episodios, 1998–1999)
- Bill Corcoran (2 episodios, 2000–2001)
- Rob LaBelle   (2 episodios, 2000)
- Randy Cheveldave
- Graeme Lynch
- George Mendeluk
- Larry Sugar
- Daniel Cerone   (11 episodios, 1998–2000)
- William T. Conway  (3 episodios, 2000–2001)
- Dan E. Fesman  (2 episodios, 1998–1999)
- Harry Victor  (2 episodios, 1998–1999)
- Chris Brancato
- Michael J. Cinquemani
- Paul Brown
- Fergus Cook
- Michael Robison
- Andrea Stevens
- Michael Thoma
- David Wilcox

## Transmisión
First Wave originalmente comenzó a transmitirse en Space Channel en Canadá y se estrenó en septiembre de 1998. También se estrenó en otros mercados extranjeros en 1998. Aunque originalmente se diseñó para el mercado de sindicación de primera ejecución en los Estados Unidos, la serie finalmente se convirtió en Sci- Fi Channel en diciembre de 1998 para un estreno en marzo de 1999 en la red.  Sci-Fi Channel luego aumentó su pedido de la serie a 66 episodios (tres temporadas) a principios de 1999.

## Medios domésticos
El 17 de mayo de 2011, Alliance Home Entertainment lanzó la temporada 1 en DVD en la Región 1 (América del Norte).
| Nombre de DVD          | Ep# | Fecha de lanzamiento |
| ---------------------- | --- | -------------------- |
| Temporada 1: 1998-1999 | 22  | 17 de mayo de 2011   |

## Otros medios
First Wave: Subject 117 es una novela de Chris Brancato y Karen Holmes dirigida a lectores más jóvenes y publicada en junio de 2000 .
- Andromeda Entertainment publicó una serie de cómics. Se publicaron seis números entre 2000 y 2001, que abarcan cuatro historias y cada número se publicó con dos portadas alternativas: una pintada por Matt Busch o una con una foto del elenco.

- Heart of A Killer (Número 2), escrito por James Anthony Kuhoric con arte de Dan Parsons: Cade Foster se hace pasar por un reportero y va a Rikers Island para hablar con un prisionero que podría ser un extraterrestre.
- Jordan Radcliffe (Número 1), escrito por James Anthony Kuhoric con arte de Dan Parsons — Ties into Raven Nation , el segundo episodio de la tercera temporada.
- In The Beginning (Número 1), escrito por James Anthony Kuhoric con arte de Michael Malbrough: una historia de precuela que revela cómo Cade Foster fue elegido por Gua para su experimento.
- Double Vision (Número 2), escrito por James Anthony Kuhoric con arte de Dan Parsons: la segunda ola ocurre cuando Cade Foster y Jordan Radcliffe luchan por detenerla.